# Екимовка
Екимовка (Екимовское, Затолокино, Успенское) — село в Рязанском районе Рязанской области России. Административный центр Екимовского сельского поселения.

## Расположение
Расположено в 20 км на юго-запад от Рязани.

## История
Екимовское в качестве сельца упоминается в платёжных книгах 1628 года. С 1676 года Екимовка числится селом в связи с постройкой церкви во имя Успения Божией Матери. В 1828 году помещиком Василием Васильевичем Измайловым была построена двухэтажная каменная церковь.

## Усадьба Екимовка
В конце XVII века в селе значились 7 помещичьих дворов. В последней четверти XVIII века хозяином усадьбы был лейб-гвардии полковник князь С. И. Одоевский (1743-1811), женатый на княжне Е. А. Львовой (1743-1807). В конце XVIII — начале XIX века — майор В. В. Измайлов, затем В. С. Лошаков (1828 — 1882), женатый на С. Г. Тверитиновой (г/р 1833). В последней четверти XIX века усадьба переходит статскому советнику Е. М. Бернарду (г/р 1825), женатому на С. А. Головиной. В начале XX века владелец — Федюкин. В 1910 году — Н. И. Кошелёв.
Сохранилась действующая двухэтажная Успенская церковь в стиле классицизм, построенная вместо прежней деревянной и законченная в 1876 году Е. М. Бернардом по проекту архитектора Н. Д. Шеина.

## Население
| 1859 | 1906 | 2010 |
| ---- | ---- | ---- |
| 408  | ↗480 | ↗729 |

## Транспорт
Село связано с областным центром регулярным автобусным сообщением.